# Sidi Khouiled
Sidi Khouiled (em árabe: ﺳﻴﺪي ﺧﻮﻳﻠﺪ) é uma comuna localizada na província de Ouargla, Argélia. Segundo o censo de 2008, a população total da cidade era de 8 803 habitantes.